# میگوی چنگجیانگ
میگوی چنگجیانگ (نام علمی: Chengjiangocaris) نام یک سرده از شاخه بندپایان است.
این موجود شبیه به میگو با سر زره‌پوش بوده‌است که ۵۲۰ میلیون سال قبل در دوره کامبرین و محل کنونی جنوب چین می‌زیسته‌است.
این موجودات به گروهی از اجداد بندپا موسوم به فوشیان‌هویا تعلق دارند که نیای حشرات، عنکبوتیان و سخت‌پوستان به‌شمار می‌آیند و دارای سر و پای ذره‌پوش، بدن‌های قطعه‌قطعه و چندین پا بوده‌اند. آن‌ها احتمالاً در ته دریا زندگی می‌کرده‌اند و غذا را با یک جفت ماهیچه بزرگتر در نزدیک سرشان در دهان می‌گذاشتند.